# Schwielowsee
Schwielowsee là một đô thị thuộc huyện Potsdam-Mittelmark, bang Brandenburg, Đức.

Ferch
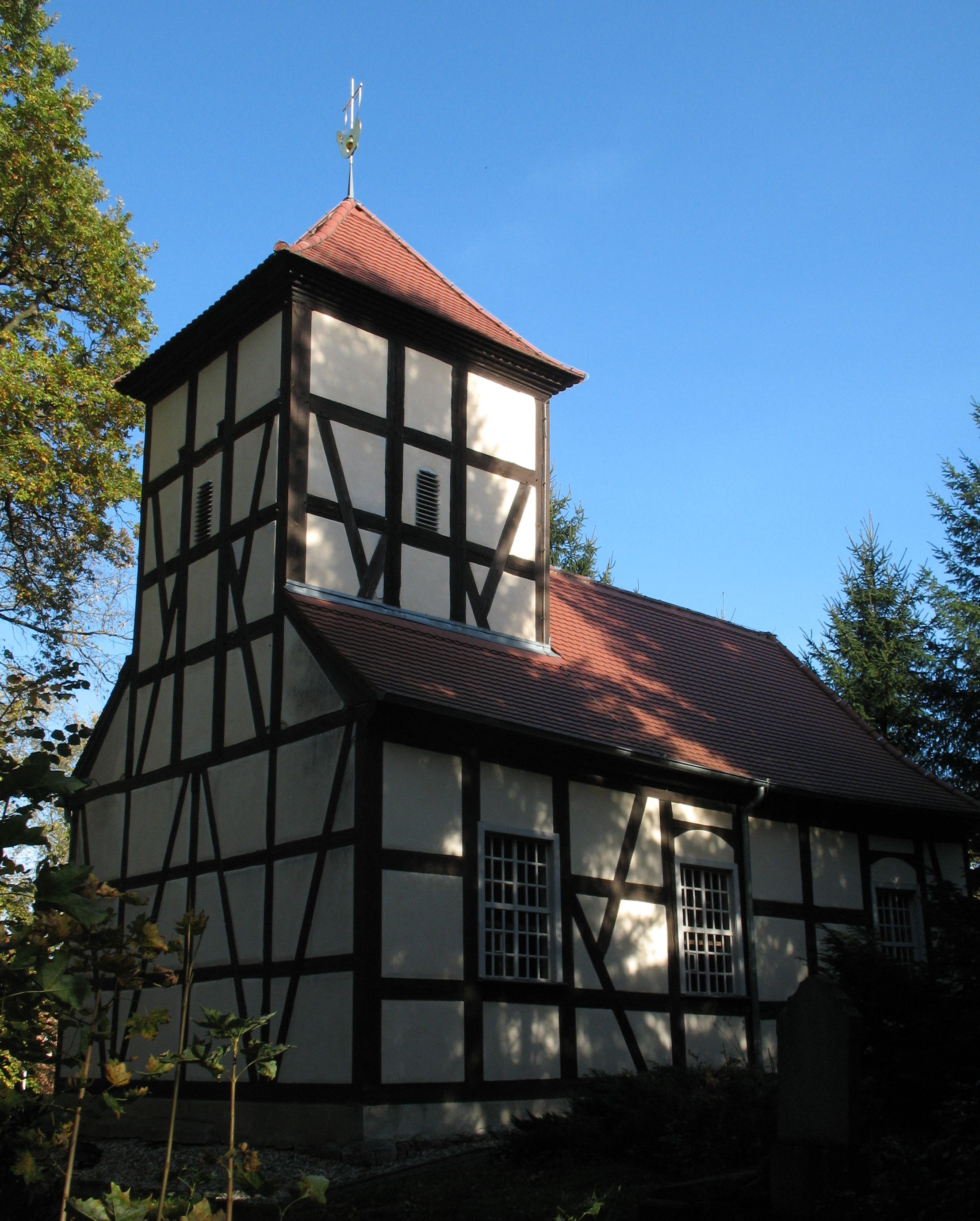
Nhà thờ
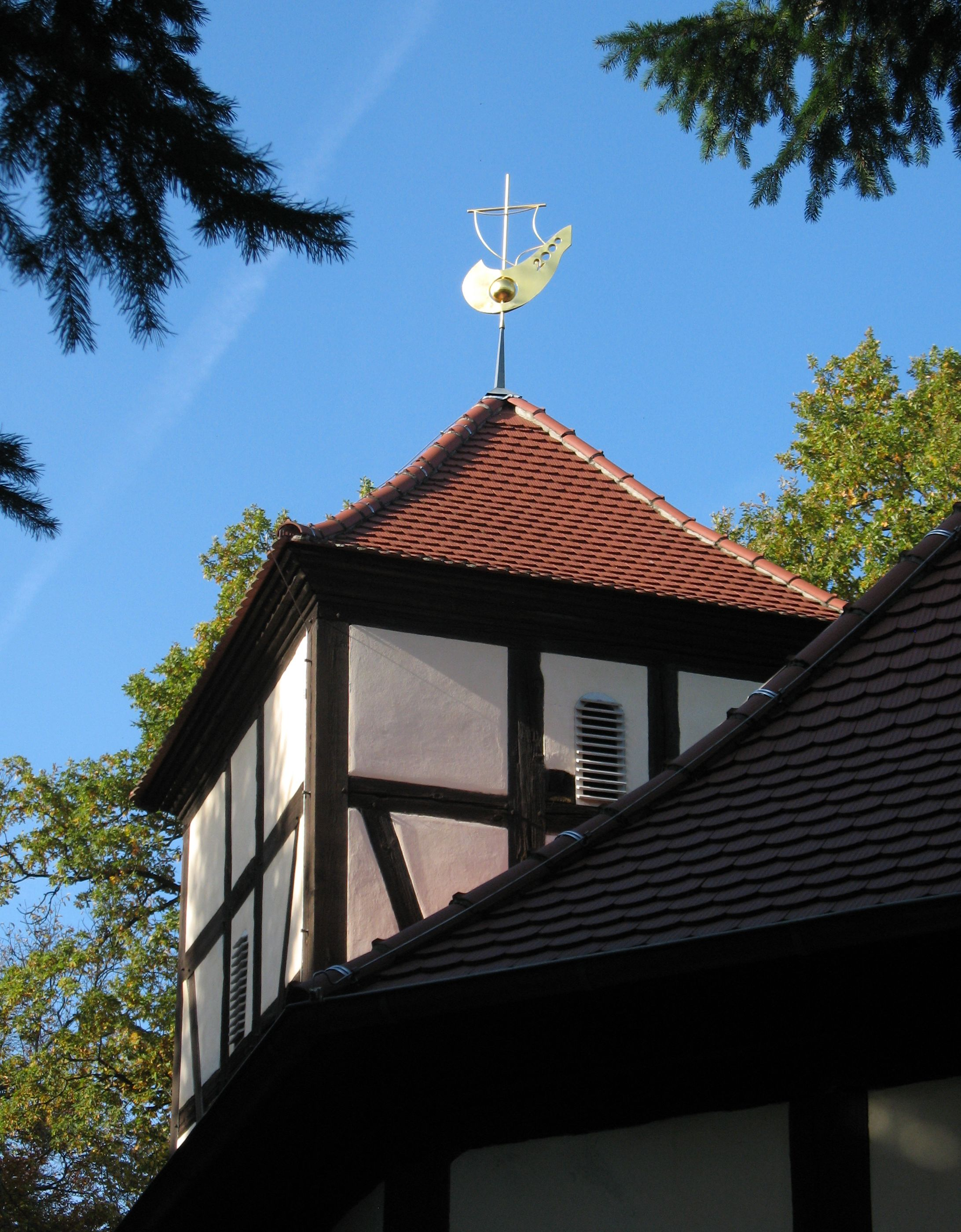
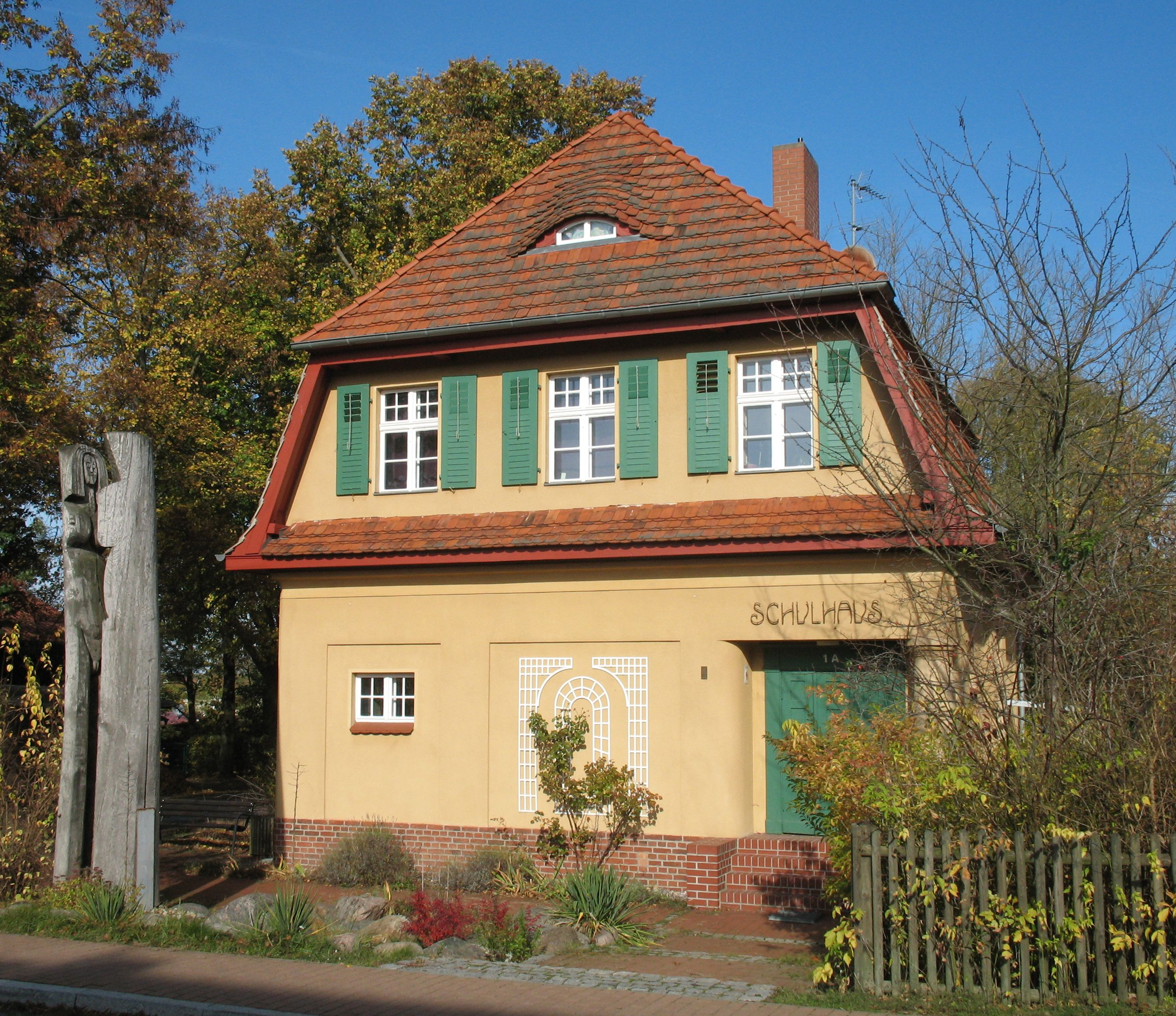
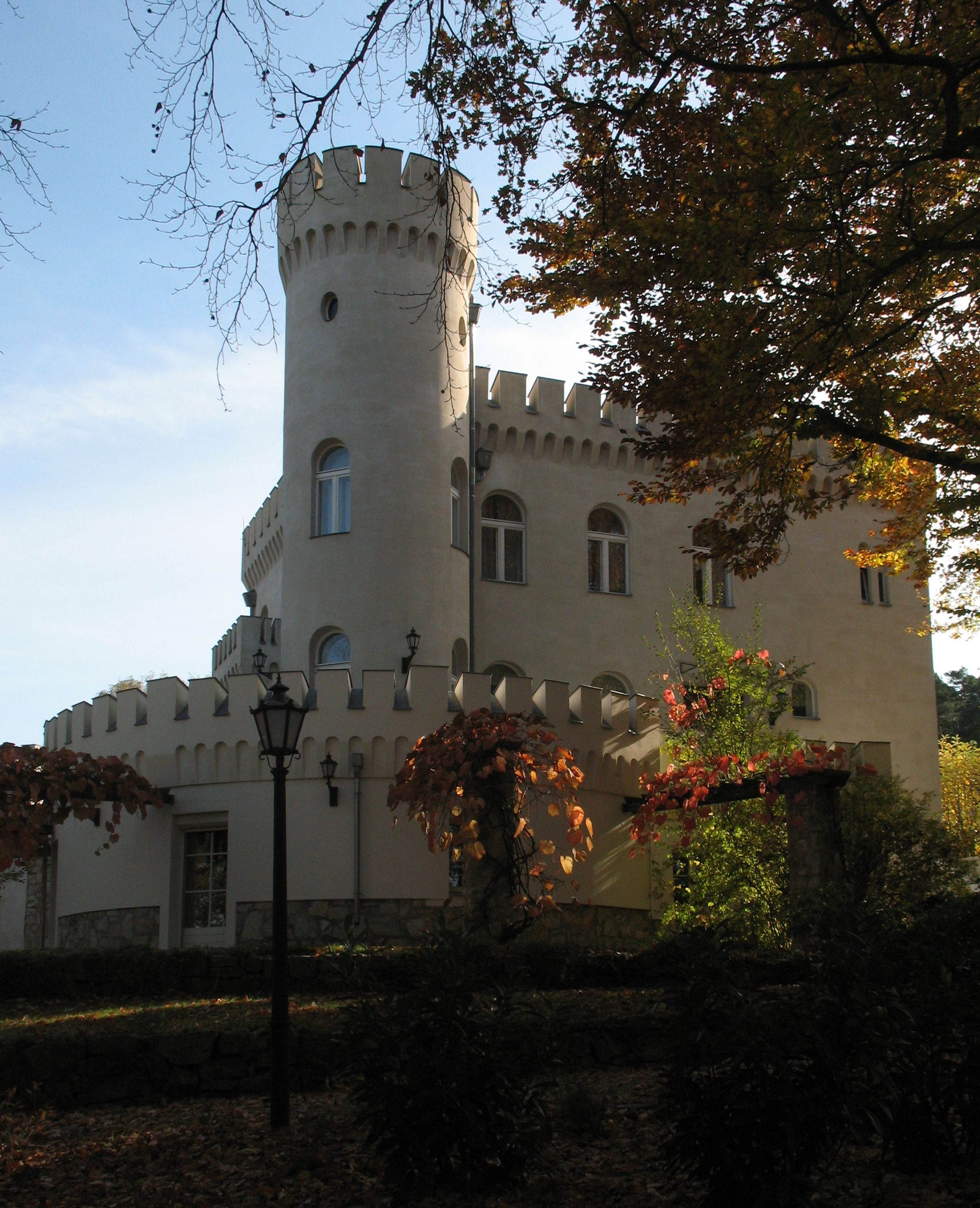